# Toledo EC (2004)
Toledo EC is een Braziliaanse voetbalclub uit de stad Toledo in Paraná. 

## Geschiedenis
De club werd in 2004 opgericht als Toledo Colônia Work. In 2005 nam de club deel aan de Série Prata, de tweede hoogste klasse van het Campeonato Paranaense. De club werd vicekampioen en promoveerde zo twee jaar na de oprichting al naar de hoogste klasse, maar werd daar laatste. In 2007 werden ze kampioen in de tweede klasse en keerde zo onmiddellijk terug. De tweede deelname bij de elite verliep veel voorspoediger. In de eerste fase werd de club derde achter de grote clubs Atlético Paranaense en Coritiba en in de tweede fase werden ze zelfs groepswinnaar voor Coritiba. In de halve finale om de titel verloor de club heenwedstrijd met 1-0, maar won dan thuis met diezelfde cijfers. De regel was echter dat de club met het beste resultaat in de reguliere competitie dan won en zo was Toledo uitgeschakeld. Ze werden wel geselecteerd voor de Série C van dat jaar. In de eerste fase werd de club groepswinnaar, maar in de tweede fase werden ze uitgeschakeld. In 2009 misten ze net de tweede ronde van de staatscompetitie. In 2010 werd de club elfde op veertien, maar door inkrimping van de competitie degradeerden ze. 
Het volgende seizoen werden ze vicekampioen achter Londrina en promoveerde meteen weer. Na twee seizoenen in de middenmoot degradeerde de club opnieuw in 2014. In 2015 werd de club weer vicekampioen en kon ook nu de afwezigheid tot één jaar beperken, later dat seizoen bereikten ze ook nog de finale van de Taça FPF, die ze verloren van Maringá. Bij de terugkeer kon de club de kwartfinale om de titel bereiken waar ze verloren van Coritiba. Op 30 augustus 2016 kondigde de club aan om de naam te wijzigen in Toledo EC, naar de gelijknamige club die in de jaren tachtig en negentig in de competitie speelde. 
In 2019 won de club het eerste  toernooi van de competitie na strafschoppen tegen Coritiba. Hierdoor plaatste de club zich voor de finale tegen Athletico. De club won thuis in toegevoegde tijd, maar verloor de terugwedstrijd waarop het op penalty's uitdraaide. Na tien strafschoppen stond 5-5 waarop er een extra strafschop volgde die Toledo miste. Indien ze het eerste toernooi niet gewonnen hadden zouden ze uiteindelijk gedegradeerd zijn doordat in het tweede toernooi slechts twee punten behaald werden. De club plaatste zich als vicekampioen voor de Série D en Copa do Brasil van 2020. In 2021 degradeerde de club uit de hoogste klasse en in 2023 zakte de club verder weg naar de derde klasse.